# Mistrovství Evropy v judu 2012
Mistrovství Evropy se konalo v Traktor Arena v Čeljabinsku, Rusko ve dnech 26.-28. dubna 2012.

## Program
- ČTV – 26.04.2012 – superlehká váha (−60 kg, −48 kg) a pololehká váha (−66 kg, −52 kg) a lehká váha (−57 kg)
- PAT – 27.04.2012 – lehká váha (−73 kg) a polostřední váha (−81 kg, −63 kg) a střední váha (−70 kg)
- SOB – 28.04.2012 – střední váha (−90 kg) a polotěžká váha (−100 kg, −78 kg) a těžká váha (+100 kg, +78 kg)

## Výsledky

### Muži
| Kategorie | Zlato                      | Stříbro                 | Bronz                    | Bronz                       |
| --------- | -------------------------- | ----------------------- | ------------------------ | --------------------------- |
| −60 kg    | Beslan Mudranov (RUS)      | Ovanes Davtjan (ARM)    | Jeroen Mooren (NED)      | Amiran Papinašvili (GEO)    |
| −66 kg    | Alim Gadanov (RUS)         | Tomasz Kowalski (POL)   | Rok Drakšič (SLO)        | Laša Šavdatuašvili (GEO)    |
| −73 kg    | Ugo Legrand (FRA)          | Volodymyr Soroka (UKR)  | Dex Elmont (NED)         | Soso Palelašvili (ISR)      |
| −81 kg    | Siražudin Magomedov (RUS)  | Murat Chabačirov (RUS)  | Joachim Bottieau (BEL)   | Konstantin Ovčinnikov (LAT) |
| −90 kg    | Varlam Lipartelijani (GEO) | Grigorij Suljomin (RUS) | Andrej Kazusjonok (BLR)  | Christophe Lambert (GER)    |
| −100 kg   | Ari'el Ze'evi (ISR)        | Levan Žoržolijani (GEO) | Elmar Gasimov (AZE)      | Zafar Machmadov (RUS)       |
| +100 kg   | Alexandr Michajlin (RUS)   | Barna Bor (HUN)         | Marius Paškevičius (LTU) | Janusz Wojnarowicz (POL)    |

### Ženy
| Kategorie | Zlato                    | Stříbro                     | Bronz                        | Bronz                      |
| --------- | ------------------------ | --------------------------- | ---------------------------- | -------------------------- |
| −48 kg    | Alina Dumitruová (ROU)   | Charline Van Snicková (BEL) | Éva Csernoviczká (HUN)       | Laëtitia Payetová (FRA)    |
| −52 kg    | Andreea Chițuová (ROU)   | Natalja Kuzjutinová (RUS)   | Mareen Krähová (GER)         | Romy Tarangulová (GER)     |
| −57 kg    | Telma Monteirová (POR)   | Julieta Bukuvalaová (GRE)   | Automne Paviaová (FRA)       | Miryam Roperová (GER)      |
| −63 kg    | Gévrise Émaneová (FRA)   | Jarden Džerbiová (ISR)      | Clarisse Agbegnenouová (FRA) | Elis Šlezingrová (ISR)     |
| −70 kg    | Edith Boschová (NED)     | Katarzyna Kłysová (POL)     | Juliane Robraová (SUI)       | Raša Sraková (SLO)         |
| −78 kg    | Abigél Joóová (HUN)      | Audrey Tcheuméová (FRA)     | Maryna Pryščepová (UKR)      | Anamari Velenšeková (SLO)  |
| +78 kg    | Jelena Ivaščenková (RUS) | Lucija Polavderová (SLO)    | Karina Bryantová (GBR)       | Belkıs Zehra Kayaová (TUR) |